# Séguéla
Séguéla ist eine ivorische Stadt. Sie ist sowohl Hauptstadt der Region Worodougou als auch des Distrikts Woroba am Fluss Yarani.
Die Einwohnerzahl beträgt laut Zensus von 2014 63.774.
Die Stadt verfügt über einen Flughafen (IATA-Code SEO).
Zu den bekanntesten in Séguéla geborenen Persönlichkeiten zählt der Fußballspieler Ibrahima Bakayoko.